# Carlo Federico II di Württemberg-Oels
Carlo Federico II di Württemberg-Wilhelminenort (Merseburg, 7 febbraio 1690 – Oels, 14 dicembre 1761) è stato un generale e duca prussiano.

## Biografia
Carlo Federico era figlio del duca Cristiano Ulrico I di Württemberg-Oels (1652-1704) e della sua seconda moglie, la principessa Sibilla Maria (1667-1693), figlia del duca Cristiano I di Sassonia-Merseburg. Con la morte del padre quanto egli si trovava ancora in minore età, egli venne posto sotto tutela della madre e governò unitamente al fratello.
A partire dal 1738, venne posto sotto la tutela del duca Carlo II Eugenio del Württemberg. Furono questi gli anni in cui ottenne anche il dominio del territorio del Württemberg-Neuenstadt in quanto il reggente in carica, Carlo Rodolfo, aveva rinunciato al trono in suo favore per raggiunti limiti di età. Dal 1742 la sua terra natia in Slesia era passata sotto la sovranità prussiana a seguito del trattato di Breslavia, ma ad ogni modo egli continuò ad esercitare il ruolo di reggente. Il suo periodo di governo fu florido, con attenzione particolare rivolta ai lavoratori. Si servì nel proprio consiglio di personaggi di rilievo per il suo tempo quali George Bernhard Bilfinger, Johann Eberhard Georgii e Friedrich August von Hardenberg.
Il 21 aprile 1709 Carlo Federico II sposò a Stoccarda Sibilla Carlotta (1690-1735), figlia del Duca Federico Ferdinando di Württemberg-Weiltingen, ma questo matrimonio era rimasto senza figli.
Alla morte di Carlo Federico II, perciò, gli succedette suo nipote (figlio di suo fratello minore).

## Ascendenza
|                                                            |                                                   |                                                               | Genitori                                                 |  |  | Nonni |  |  | Bisnonni                                            |  |  | Trisnonni                             |  |
|                                                            |                                                   |                                                               |                                                          |  |  |       |  |  | 8. Julius Friedrich, duca di Württemberg-Weiltingen |  |  | 16. Friedrich I, duca del Württemberg |  |
|                                                            |                                                   |                                                               |                                                          |  |  |       |  |  | 8. Julius Friedrich, duca di Württemberg-Weiltingen |  |  | 16. Friedrich I, duca del Württemberg |  |
|                                                            |                                                   | 17. Sibylla von Anhalt                                        |                                                          |  |  |       |  |  | 8. Julius Friedrich, duca di Württemberg-Weiltingen |  |  |                                       |  |
| 4. Silvius I Nimrod, duca di Württemberg-Oels              |                                                   |                                                               |                                                          |  |  |       |  |  | 8. Julius Friedrich, duca di Württemberg-Weiltingen |  |  |                                       |  |
|                                                            |                                                   | 9. Anna Sabina von Schleswig-Holstein-Sonderburg              | 18. Johann, duca di Schleswig-Holstein-Sonderburg        |  |  |       |  |  |                                                     |  |  |                                       |  |
|                                                            |                                                   | 9. Anna Sabina von Schleswig-Holstein-Sonderburg              | 18. Johann, duca di Schleswig-Holstein-Sonderburg        |  |  |       |  |  |                                                     |  |  |                                       |  |
|                                                            |                                                   | 9. Anna Sabina von Schleswig-Holstein-Sonderburg              | 19. Agnes Hedwig von Anhalt                              |  |  |       |  |  |                                                     |  |  |                                       |  |
| 2. Christian Ulrich I, duca di Württemberg-Oels            |                                                   | 9. Anna Sabina von Schleswig-Holstein-Sonderburg              |                                                          |  |  |       |  |  |                                                     |  |  |                                       |  |
|                                                            |                                                   | 10. Karl Friedrich I, duca di Münsterberg-Oels                | 20. Karl II, duca di Münsterberg-Oels                    |  |  |       |  |  |                                                     |  |  |                                       |  |
|                                                            |                                                   | 10. Karl Friedrich I, duca di Münsterberg-Oels                | 20. Karl II, duca di Münsterberg-Oels                    |  |  |       |  |  |                                                     |  |  |                                       |  |
|                                                            |                                                   | 10. Karl Friedrich I, duca di Münsterberg-Oels                | 21. Elisabeth Magdalena von Brieg                        |  |  |       |  |  |                                                     |  |  |                                       |  |
| 5. Elisabeth Marie von Münsterberg-Oels                    |                                                   | 10. Karl Friedrich I, duca di Münsterberg-Oels                |                                                          |  |  |       |  |  |                                                     |  |  |                                       |  |
|                                                            |                                                   | 11. Anna Sophia von Sachsen-Weimar                            | 22. Friedrich Wilhelm I, duca di Sassonia-Weimar         |  |  |       |  |  |                                                     |  |  |                                       |  |
|                                                            |                                                   | 11. Anna Sophia von Sachsen-Weimar                            | 22. Friedrich Wilhelm I, duca di Sassonia-Weimar         |  |  |       |  |  |                                                     |  |  |                                       |  |
|                                                            |                                                   | 11. Anna Sophia von Sachsen-Weimar                            | 23. Anna Maria von Pfalz-Neuburg                         |  |  |       |  |  |                                                     |  |  |                                       |  |
| 1. Karl Friedrich II, duca di Württemberg-Oels             |                                                   | 11. Anna Sophia von Sachsen-Weimar                            |                                                          |  |  |       |  |  |                                                     |  |  |                                       |  |
|                                                            | 12. Johann Georg I, principe elettore di Sassonia | 24. Christian I, principe elettore di Sassonia                |                                                          |  |  |       |  |  |                                                     |  |  |                                       |  |
|                                                            | 12. Johann Georg I, principe elettore di Sassonia | 24. Christian I, principe elettore di Sassonia                |                                                          |  |  |       |  |  |                                                     |  |  |                                       |  |
|                                                            | 12. Johann Georg I, principe elettore di Sassonia | 25. Sophie von Brandenburg                                    |                                                          |  |  |       |  |  |                                                     |  |  |                                       |  |
| 6. Christian I, duca di Sassonia-Merseburg                 | 12. Johann Georg I, principe elettore di Sassonia |                                                               |                                                          |  |  |       |  |  |                                                     |  |  |                                       |  |
|                                                            |                                                   | 13. Maddalena Sibilla di Hohenzollern                         | 26. Albrecht Friedrich, duca di Prussia                  |  |  |       |  |  |                                                     |  |  |                                       |  |
|                                                            |                                                   | 13. Maddalena Sibilla di Hohenzollern                         | 26. Albrecht Friedrich, duca di Prussia                  |  |  |       |  |  |                                                     |  |  |                                       |  |
|                                                            |                                                   | 13. Maddalena Sibilla di Hohenzollern                         | 27. Marie Eleonore von Jülich-Kleve-Berg                 |  |  |       |  |  |                                                     |  |  |                                       |  |
| 3. Sibylle Marie von Sachsen-Merseburg                     |                                                   | 13. Maddalena Sibilla di Hohenzollern                         |                                                          |  |  |       |  |  |                                                     |  |  |                                       |  |
|                                                            |                                                   | 14. Philipp, duca di Schleswig-Holstein-Sonderburg-Glücksburg | 28. Johann, duca di Schleswig-Holstein-Sonderburg (= 18) |  |  |       |  |  |                                                     |  |  |                                       |  |
|                                                            |                                                   | 14. Philipp, duca di Schleswig-Holstein-Sonderburg-Glücksburg | 28. Johann, duca di Schleswig-Holstein-Sonderburg (= 18) |  |  |       |  |  |                                                     |  |  |                                       |  |
|                                                            |                                                   | 14. Philipp, duca di Schleswig-Holstein-Sonderburg-Glücksburg | 29. Elisabeth von Braunschweig-Grubenhagen               |  |  |       |  |  |                                                     |  |  |                                       |  |
| 7. Christiana von Schleswig-Holstein-Sonderburg-Glücksburg |                                                   | 14. Philipp, duca di Schleswig-Holstein-Sonderburg-Glücksburg |                                                          |  |  |       |  |  |                                                     |  |  |                                       |  |
|                                                            |                                                   | 15. Sophie Hedwig von Sachsen-Lauenburg                       | 30. Franz II, duca di Sassonia-Lauenburg                 |  |  |       |  |  |                                                     |  |  |                                       |  |
|                                                            |                                                   | 15. Sophie Hedwig von Sachsen-Lauenburg                       | 30. Franz II, duca di Sassonia-Lauenburg                 |  |  |       |  |  |                                                     |  |  |                                       |  |
|                                                            |                                                   | 15. Sophie Hedwig von Sachsen-Lauenburg                       | 31. Maria von Braunschweig-Wolfenbüttel                  |  |  |       |  |  |                                                     |  |  |                                       |  |
|                                                            |                                                   | 15. Sophie Hedwig von Sachsen-Lauenburg                       |                                                          |  |  |       |  |  |                                                     |  |  |                                       |  |